# Gorō Ibuki
Gorō Ibuki (伊吹 吾郎, Ibuki Gorō) né le 2 janvier 1946 à Kumaishi (préfecture de Hokkaidō) est un acteur japonais. Il est connu pour ses rôles dans les films jidaigeki.

## Filmographie partielle

### Cinéma
- 1972 : Kogarashi Monjirō (木枯し紋次郎?) de Sadao Nakajima : Seigorō
- 1973 : Les Huit Vertus bafouées (ポルノ時代劇 忘八武士道, Poruno jidaigeki: Bōhachi bushidō?) de Teruo Ishii
- 1973 : Combat sans code d'honneur (仁義なき戦い, Jingi naki tatakai?) de Kinji Fukasaku : Ueda
- 1974 : Combat sans code d'honneur 5 : La Partie finale (仁義なき戦い 完結篇, Jingi naki tatakai: Kanketsu-hen?) de Kinji Fukasaku
- 1977 : Hokuriku Proxy War (北陸代理戦争, Hokuriku dairi sensō?) de Kinji Fukasaku
- 1979 : Nichiren (日蓮?) de Noboru Nakamura
- 2008 : The Magic Hour (ザ・マジックアワー, Za majikku awā?) de Kōki Mitani
- 2009 : Samurai Sentai Shinkenger The Movie: The Fateful War : Hikoma Kusakabe
- 2010 : Samurai Sentai Shinkenger vs. Go-onger: GinmakuBang!! : Hikoma Kusakabe
- 2011 : Tensou Sentai Goseiger vs. Shinkenger: Epic on Ginmaku : Hikoma Kusakabe
- 2018 : The Blood of Wolves (孤狼の血, Korō no chi?) de Kazuya Shiraishi : Kenji Otani

### Télévision
- 1987 : Mito Kōmon
- 2009 : Kamen Rider Decade : Hikoma Kusakabe
- 2009 : Tenchijin
- 2009-2009 : Samurai Sentai Shinkenger : Hikoma Kusakabe